# Chrissie Wellington
Christine Ann Wellington –conocida como Chrissie Wellington– (Bury St Edmunds, 18 de febrero de 1977) es una deportista británica que compitió en triatlón.
Ganó una medalla de oro en el Campeonato Mundial de Triatlón de Larga Distancia de 2008. Además, obtuvo cuatro medallas de oro en el Campeonato Mundial de Ironman entre los años 2007 y 2011, y una medalla de oro en el Campeonato Europeo de Ironman de 2008.

## Palmarés internacional
| Campeonato Mundial | Campeonato Mundial    | Campeonato Mundial | Campeonato Mundial |
| Año                | Lugar                 | Medalla            | Prueba             |
| ------------------ | --------------------- | ------------------ | ------------------ |
| 2008               | Almere (Países Bajos) | Medalla de oro     | Individual         |

| Campeonato Mundial | Campeonato Mundial     | Campeonato Mundial | Campeonato Mundial |
| Año                | Lugar                  | Medalla            | Prueba             |
| ------------------ | ---------------------- | ------------------ | ------------------ |
| 2007               | Hawái (Estados Unidos) | Medalla de oro     | Individual         |
| 2008               | Hawái (Estados Unidos) | Medalla de oro     | Individual         |
| 2009               | Hawái (Estados Unidos) | Medalla de oro     | Individual         |
| 2011               | Hawái (Estados Unidos) | Medalla de oro     | Individual         |
| Campeonato Europeo |                        |                    |                    |
| Año                | Lugar                  | Medalla            | Prueba             |
| 2008               | Fráncfort (Alemania)   | Medalla de oro     | Individual         |